# Cárcel de Ramo Verde
Cárcel de Ramo Verde (oficialmente Centro Nacional de Procesados Militares de Ramo Verde y también llamada Prisión Militar de Ramo Verde) es una instalación penitenciaria localizada en la ciudad de Los Teques al oeste del Estado Miranda del cual es capital, al sur del Área Metropolitana de Caracas y en el centro norte de Venezuela.

## Descripción

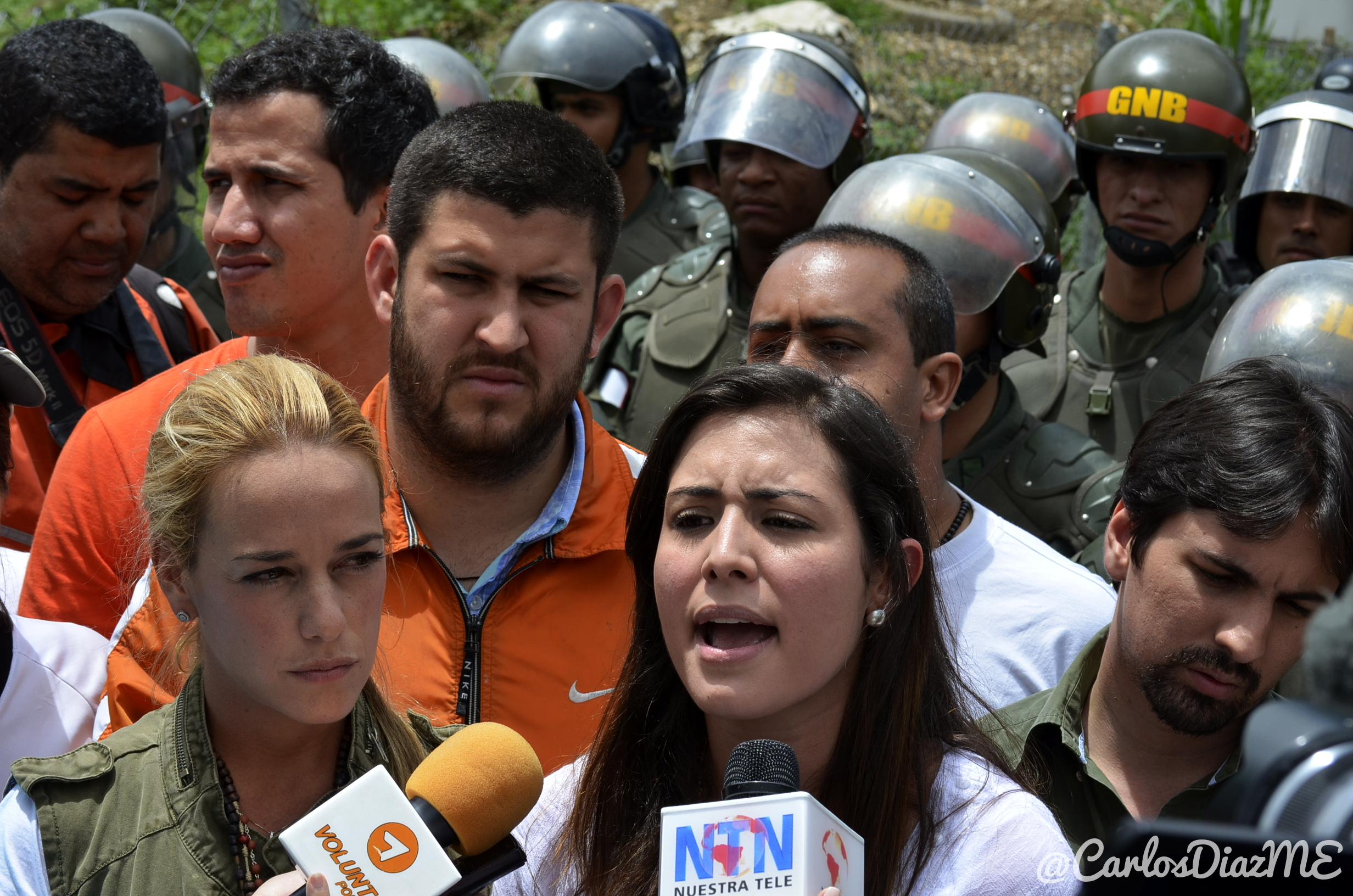
Caravana de visita a presos políticos en Ramo Verde en 2014.

Se trata de una prisión conocida por sus condiciones especiales y estrictas medidas de seguridad para los reclusos reservada específicamente para militares.
Esta condición la ha hecho polémica y punto de críticas debido a los casos de personalidades reconocidas recluidas allí, incluyendo al líder de Voluntad Popular Leopoldo López. Depende de la Tercera División del Ejército de Venezuela y de la Zona Operativa de Defensa Integral (Zodi) de la capital.

## Reclusos destacados
Entre los personajes que han estado recluidos allí se encuentran:
- El general en retiro Raúl Isaías Baduel, excomandante del Ejército y exministro de Defensa de Hugo Chávez.
- Carlos Ortega Carvajal, expresidente de la Central de Trabajadores de Venezuela, se fugó junto con Darío Farías y el capitán Rafael Farías en 2006.[2]
- El Capitán Otto Gebauer, quien participó en los sucesos del 11 de abril de 2002.
- Los comisarios Henry Vivas y Lázaro Forero, ex altos funcionarios de la extinta Policía Metropolitana de Caracas, ambos con libertad condicional en 2011.
- Iván Simonovis exsecretario de seguridad ciudadana de la Alcaldía Metropolitana de Caracas. Detenido en 2004, con detención domiciliaria en 2014 debido a varios quebrantos de salud.
- General en retiro Francisco Usón liberado en 2007.
- General en retiro Ovidio Poggioli, liberado en 2006.
- Leopoldo López, ex alcalde de Chacao, detenido desde 2014 hasta julio de 2017, cuando se le dio arresto domiciliario.
- Daniel Ceballos, ex alcalde de San Cristóbal, cobijado con detención domiciliaria por enfermedad.
- Antonio Ledezma, exalcalde metropolitano de Caracas desde 2008. Transferido con detención domiciliaria tras una operación quirúrgica.
- Ruperto Sánchez.